# Danse des saisons
Pour plus de détails, voir Fiche technique et Distribution.
Danse des saisons est un film français réalisé par Alice Guy en 1900.

## Synopsis
Enregistrement de quatre danses évoquant les saisons.

## Analyse
Des quatre saisons enregistrées, ne subsiste plus à ce jour (2008) qu’un fragment de l’Hiver, danse de la neige vraisemblablement relatif à la fin de cette danse puisqu’on voit la danseuse saluer le public. Ces danses sont issues d’un spectacle de music-hall parisien non identifié.

## Fiche technique
- Titre : Danse des saisons
- Réalisation : Alice Guy
- Société de production : Société L. Gaumont et compagnie
- Pays d’origine :  France
- Genre : Film documentaire
- Durée : 1 minute (durée du fragment actuellement — 2008 — connu)
- Date de sortie : 1900
- Licence : Domaine public

## Autour du film
La danse est spécialement exécutée pour un enregistrement cinématographique. Les « flocons de neige » tombent des cintres de la scène sur laquelle se déroule la danse.

En guise de copyright, on voit apparaître, à un moment du film, un panonceau « Elgé - Paris » - Elgé, bien sûr pour Léon Gaumont.